# Буревісник гавайський
Буревісник гавайський (Puffinus auricularis) — морський птах з родини буревісникових (Procellariidae).

## Поширення
Цей вид гніздиться навколо вулкана Еверманна на острові Сокорро на сході Тихого океану (Мексика). Вид також розмножувався на острові Кларіон до 1988 року, де місця гніздування та середовища проживання були знищені інтродукованими свинями, вівцями та кроликами.
Дослідження 2008 року виявили менше 100 гніздових пар на Сокорро, що свідчить про те, що навіть з урахуванням нерозмножуваних птахів загальна глобальна популяція може становити лише 250—999 статевозрілих особин.

## Спосіб життя
На Сокорро він розмножується в кам'янистих норах у густих чагарниках на краю лісу. Гніздування зосереджено вище 700 м, але спостереження 1981 року показали, що основні місця гніздування були на висоті 500—650 м. Птахів бачили ночуючими на військово-морській базі на мисі Рул. На Кларіоні він гніздився в норах на трав'янистих і вкритих папороттю схилах. Птахи повертаються до колоній у середині листопада з піком розмноження з кінця січня до середини березня.